# 斯瓦尔恩
斯瓦尔恩，基督教名约翰（Ioann），是加利西亚王公，立陶宛大公（1267年-1269年）和海乌姆王公（1264年-1269年）。斯瓦尔恩是加利西亚的丹尼尔之子，在1255年（或1254年）与立陶宛国王明道加斯的一个女儿结婚，与立陶宛的关系更加紧密。1262年，他帮助立陶宛军队与马佐夫舍作对。1264年父亲去世后，他继承了海乌姆。因为帮助明道加斯的小儿子瓦伊什维尔卡斯为父亲的被害复仇，并将他推上立陶宛大公之位，斯瓦尔恩得到新格鲁多克。在1267年瓦伊什维尔卡斯回归修道院生活后，斯瓦尔恩成为了大公。但随后他被特莱德尼斯推翻。他在1269年或1271年去世，葬于海乌姆。